# نیلوفر ضیایی
نیلوفر ضیایی (به انگلیسی: Niloofar Ziae) (زادهٔ ۱۳۴۱ خورشیدی)، نقاش و مدرس هنر ایرانی است.

## زندگی
زمانی که ضیایی در دههٔ ۱۳۶۰ خورشیدی در حال تحصیل بود، خانه‌اش به پناهگاهی زیرزمینی برای هنرمندان و سازندگان خلاق تبدیل شد تا در ایران پس از انقلاب کار کنند.
ضیایی پس از پایان تحصیلات خود در رشته هنرهای تجسمیِ دانشگاه الزهرا در سال ۱۳۶۸ خورشیدی به عنوان دستیار در آتلیهٔ نقاشی آیدین آغداشلو مشغول به کار شد.
در سال ۱۳۷۰ خورشیدی اولین نمایشگاه خود را در نگارخانهٔ حسینی در تهران، برگزار کرد.
در سال ۱۳۷۲ خورشیدی به عنوان مربی هنر در فرهنگستان هنر و ادبیات کودکان در تهران شروع به تدریس کرد. همزمان با ادامه کار در آتلیهٔ نقاشی آغداشلو، دو نمایشگاه انفرادی دیگر برگزار کرد.
در سال ۱۳۷۶ خورشیدی، او به ایالات متحدهٔ آمریکا نقل مکان کرد تا در مقطع کارشناسی ارشد در دانشگاه ایالتی یوتا شرکت کند. در سال ۲۰۰۲ میلادی، او با مدرک کارشناسی ارشد هنرهای زیبا فارغ‌التحصیل شد و توسط موزهٔ هنر نورا اکلس هریسون به عنوان هماهنگ‌کنندهٔ گالری استخدام شد. او همچنین به عنوان استاد کمکی در تدریس هنر و طراحی کار کرده است و سال‌ها کار تحت سانسور در تهران را دلیل توانایی‌اش در آموزش به دانشجویان می‌داند.
آثار اولیهٔ او بیانگر آشفتگی عاطفی درونی وی است که از طریق اکسپرسیونیسم انتزاعی منتقل می‌شد، اما او سبک شخصی خود را به کندوکاو در مناظر و عناصر معماری گسترش داد که به صورت پویا تغییرات محیطی را که شهرهای رو به رشد متحمل می‌شوند به تصویر می‌کشد. او سبک‌های معماری ایران را با شهرهای آمریکایی که در آن زندگی کرده است، پیوند می‌دهد.
او نمایشگاه‌هایی از آثار خود را در سراسر غرب ایالات متحده (۲۰۰۶–۲۰۰۰ میلادی)، همین‌طور در ونکوور، کانادا، تهران (۲۰۰۹–۲۰۰۶ میلادی) و اخیراً نیز در منطقهٔ بوستون، از جمله ارائه‌ای در برنامهٔ مطالعات اسلامی، دانشگاه هاروارد (۲۰۱۴–۲۰۱۲ میلادی) برگزار کرده است.